# Buenaventura Luna
Buenaventura Luna é o pseudônimo de Eusebio de Jesús Dojorti Rocco, que nasceu em 19 de janeiro de 1906, em Huaco no Departamento de Jáchal na San Juan e faleceu em  29 de julho de 1955. Foi um jornalista, músico, compositor, poeta, locutor de rádio e político argentino. Sua principal contribuição foi na valorização da música folclórica.

## Biografia
Era neto de "Jhon Dougherty", um soldado do Império Britânico de origem irlandesa que foi capturado durante um ataque contra Buenos Aires em 1806. Jhon foi enviado para a Província de San Juan. Posteriormente, foi-lhe oferecida a possibilidade de retorno ao seu país natal, mas John preferiu continuar a residir na Argentina onde se casou e passou a residir na Província de Tucumán.
Seu pai passou a residir em Huaco na Província de San Juan.
Huaco, era um pequeno povoado do Departamento de Jáchal na Província de San Juan. Seu pai foi o primeiro intendente de Jáchal e por muitos anos fez esforços para que a ferrovia chegasse àquele Departamento.
Se mudou para San José de Jáchal para concluir o ensino médio.
Começou a escrever ainda muito jovem, circunstância que o fez adotar o pseudônimo de Buenaventura Luna, um camponês de Huaco que contava fatos da vida do povo daquela região.
Iniciou sua militância política na União Cívica Radical Bloquista, que era uma facção da União Cívica Radical (UCR), liderada por Frederico e Aldo Cantoni, que atuava na Província da San Juan, que posteriormente daria origem ao Partido Bloquista de San Juan. Posteriormente, rompe com essa organização e a combate por meio de artigos no jornal "La Montaña".
Em maio de 1932, o jornal foi fechado e seus principais editores, entre eles Buenaventuara, foram enviados para uma prisão em Tamberías, no Departamento de Calingasta, onde permaneceram por 77 dias, até que conseguiram fugir ajudados por um soldado que havia trabalhado em uma fazenda de seu pai. Após a fuga, percorreram caminhos pelas montanhas até que conseguiram chegar a uma fazenda na Província de Mendoza.
Em 1933, retornou à San Juan, onde fundou a uma seção da União Regional Intransigente, uma federação de partidos regionais que defendia o federalismo, tendo sido Buenaventura autor do manifesto de fundação dessa organização política, entretanto, quando não conseguiu se eleger deputado, abandonou a militância política para dedicar-se à música e ao jornalismo, ainda que em 1946, tenha se filiado ao Partido Peronista, quando Perón venceu as eleições presidenciais.
Na década de 1930, formou o grupo musical folclórico denominado como: "La Tropilla de Huachi-Pampa", que contava com integrantes como Antonio Tormo e Diego Manuel Canales.
No final da década de 1930, começou a dirigir um programa radiofônico denominado: "El fogón de los arrieros", na Rádio El Mundo de Buenos Aires, que foi o primeiro programa radiofônico de música folclórica de alcance nacional.
Um de seus filhos foi Juan Pablo Maestre, militante das Forças Armadas Revolucionárias da Argentina, que tinha somente 9 anos de idade quando seu pai faleceu.

## Obra
Compôs uma grande quantidade de canções folclóricas, entre suas canções mais conhecidas, podem-se citar:
- "Zamba de la toldería", em parceria com Óscar Valles e Fernando Portal;
- "Vallecito";
- "Este camino que va", em parceria com: Atahualpa Yupanqui;
- "De pago en pago", em parceria com Antonio Tormo e Diego Canale;
- "El carrerito", em parceria com Fernando Portal;
- "Copla de ausencia", em parceria com Eduardo Falú;
- "Quiero volver";
- "Canto final";
- "La última carreta"; e
- "Romance de los caballos".

Além das obras citadas acima, não se pode deixar de citar: "Sentencias del Tata Viejo", uma coleção de poemas musicalizados e gravados em disco em 1975 por "Los Cantores de Quilla Huasi", que entende-se que tenha sido sua obra mais importante.
Em 1949, iniciou um projeto de realizar uma "antologia bárbara" musical que resgataria e difundiria "o canto perdido nas tradições argentinas", naquele contexto dizia que "lo bárbaro", em um contexto no qual estava vigente a teoria da dualidade entre civilização ou barbárie, proposta por Domingo Faustino Sarmiento e aceita como em principio básico da cultura oficial argentina. Esse projeto deu origem ao programa radiofônico denominado: "El canto perdido", transmitido em 1949 pela Rádio Belgrano, do qual participou o grupo: "Los Manseros de Tulum".